# Acantheis dimidiatus
Acantheis dimidiatus là một loài nhện trong họ Ctenidae.
Loài này thuộc chi Acantheis. Acantheis dimidiatus được Tord Tamerlan Teodor Thorell miêu tả năm 1890.